# Felix Dahn
Felix Dahn (teljes nevén: Ludwig Julius Sophus Felix Dahn) (Hamburg, 1834. február 9. – Breslau, 1912. január 3.) német jogtudós, történetbúvár és költő.

## Életrajza
Friedrich Dahn színművész és Constanze Le Gaye színésznő gyermekeként jött a világra. Egyetemi jogtanár lett 1857-ben Münchenben, 1863-ban Würzburgban, majd 1872-ben Königsbergben. Később Boroszlóban működött. Eine Lanze für Rumänien c. munkájában az Al-Dunán való szabad hajózás ügyében Ausztria-Magyarország ellen kelt ki. Nagyszámú kisebb dolgozatai és bírálatai Bausteine cím alatt jelentek meg. A Pallas nagy lexikona így jellemzi: "alapos tudós és tehetséges költő, ki azonban költői erejét tulságos termékenységével elsilányitja."

## Történeti főművei
- Die Könige der Germanen (Würzburg, 1861–71)
- Prokopius von Caesarea (Berlin, 1865)
- Urgeschichte der röm.-germanischen Völker (3 kötet)
- Deutsche Geschichte

Átdolgozta továbbá Wietersheimnak Gesch. d. Völkerwanderung c. művét.

## Jogi munkái
- Über die Wirkung der Klagverjährung bei Obligationen (1855)
- Deutsches Privatrecht (1878)
- Kriegsrecht (1870)
- Handelsrechtl. Vorträge (1874)
- Eine Lanze für Rumänien (1883)

## Regényei
- Ein Kampf um Rom (1876, 4 kötet, a gót birodalom bukása)
- számos kisebb regénye a népvándorlás korából (köztük Attila)
- Odhin's Trost
- Die Bataver (1892)

## Színművei
- König Roderich (szomorújáték)
- Markgraf Rüdeger (szomorújáték)
- Die Staatskunst der Frauen (vígjáték)

## Magyarul
- Odhin vigasza. Éjszakföldi regény a XI. századból (Odhin's Trost); ford. Csáky Albinné Bolza Anna; Franklin, Bp., 1887 (Olcsó könyvtár)